# Андрес Мануел Лопес Обрадор
Андрѐс Мануѐл Ло̀пес Обрадо̀р (на испански: Andrés Manuel López Obrador, [anˌdɾes maˈnwel ˈlopes oβɾaˈðoɾ]) е мексикански политик.
Роден е на 13 ноември 1953 година в Тепетитан, щата Табаско, в семейството на собственик на магазин. През 1973 година постъпва в Националния автономен университет на Мексико, но прекъсва следването си, заемайки различни постове в администрацията на Табаско като активист на Институционната революционна партия (ИРП), и се дипломира едва през 1987 година. През 1989 година се включва в отцепилата се от ИРП Партия на демократичната революция, която оглавява през 1996 – 1999 година, през 2000 – 2005 година е кмет на град Мексико. През 2014 година основава Движението за национално възраждане, което скоро се превръща във водещата лява партия в страната. През 2018 година е избран за президент на Мексико.